# Lose golose
Le lose golose sono un dolce tradizionale della Valle di Susa, in Piemonte (Italia).

## Storia
Le lose golose vennero ideate nel 1958 dal pasticcere di Susa Aldo Pietrini, ricordato anche per aver inventato il Pan della Marchesa. Pietrini creò le "lose" dando ad esse l'aspetto delle omonime tegole in pietra e ispirandosi alle pesche ripiene, un tipico dolce piemontese a base di pesche e amaretti. Dopo essere state vendute sfuse per quarant'anni, i dolci vennero registrati con il nome "lose golose" e venne perfezionato il loro sistema di vendita e confezionamento affinché potessero conservare il loro profumo più a lungo. Le lose golose sono un prodotti agroalimentare tradizionale piemontese.

## Preparazione
Dopo aver montato l'albume delle uova con zucchero mescolato a succo di pesche spremute, aggiungere altro zucchero, mandorle amare sbriciolate, farina di mais finissima e mescolare delicatamente il tutto. Nel caso il composto fosse troppo morbido, unire l'impasto a della fecola. Utilizzando una sac à poche,  si adagiano su una piastra delle piccole strisce di impasto che verranno messe in forno e tagliate in rettangolini. Le lose golose possono contenere una piccola percentuale di cacao.